# Madeleine Passot
Madeleine Passot, épouse Jégouzo, aussi connue sous le nom de Betty Langlois, née le 28 août 1914 dans le 15e arrondissement de Paris,, et morte le 19 septembre 2009 dans le 11e arrondissement de la même ville, est une Résistante et militante communiste française.

## Biographie
Fille unique de Jean-Captiste Passot, un ouvrier boulanger devenu métallurgiste incarcéré en 1914 pour avoir participé à des manifestations anti-guerre lancée par Jean Jaurès, elle grandit dans une famille très marquée par l'engagement socialiste. Enfant, elle est surnommée « la petite communiste » par son père. Dans les années 1920, elle adhère à l'Union des jeunes filles de France. Après deux ans d'études dans une école normale primaire, elle devient secrétaire de direction dans une entreprise de cosmétiques et commence à militer dans les syndicats de la mode en faveur des Républicains espagnols. En 1936, elle adhère au Parti communiste français.
Deux ans plus tard, on lui propose un poste dans le « service illégal » de René Mourre et Madeleine Passot prend le pseudonyme de Gervaise. Elle est chargée de préparer l'entrée du PCF dans la clandestinité en trouvant des planques, des boîtes aux lettres et en classant les archives à cacher. Après l'arrestation de Mourre, elle travaille avec Arthur Dallidet sous les ordres de Benoît Frachon pour maintenir les contacts entre les branches du PCF partout en France, notamment celui avec Jacques Duclos à Tarbes. Plus tard, elle parlera de la Drôle de guerre comme d'un « vide ».
Aux débuts de l'Occupation, elle est envoyée en province avec Claudine Chomat et après avoir visité plusieurs villes, elle se retrouve bloquée par l'arrêt du trafic ferroviaire à Marseille. Elle retourne finalement à Paris porter un message de désapprobation de Frachon vis-à-vis des membres du comité de L'Humanité souhaitant obtenir des autorités d'Occupation la parution légale du journal. Surnommée Betty par ses camarades et « ongles rouges » par la direction du Parti, devenue agent de liaison du comité national des Francs-tireurs et partisans sous la fausse identité de Lucienne Langlois (c'est sous ce nom que Charlotte Delbo parle d'elle dans Le convoi du 24 janvier), elle traverse régulièrement la ligne de démarcation en train, vélo ou à pied. Lors de certains passages, elle s'assoit avec des soldats allemands tout en transportant de l'argent caché dans le double fond de sa valise. Elle est certaines fois fouillée, sans succès.
Dans le cadre de l'« affaire Pican-Cadras » (le démantèlement du groupe de Georges Politzer) menée par la police nationale, elle est arrêtée par les Brigades spéciales le 3 mars 1942 au 5 Cité Falguière à Paris. Ce démantèlement mène aussi à l'arrestation de Germaine Pican, Marie Politzer, Charlotte Delbo, Hélène Solomon-Langevin et Danielle Casanova avec lesquelles elle sera déportée. Internée en tant que Nuit et brouillard, elle est envoyée à la Conciergerie jusqu'au 23 mars puis au secret à la Prison de la Santé où elle est interrogée et enfin, le 20 août au Fort de Romainville.
Le 24 janvier 1943, elle est mise dans le Convoi des 31 000 à destination d'Auschwitz, convoi qui comporte 230 femmes Résistantes parmi lesquelles se trouvent Charlotte Delbo, Marie-Claude Vaillant-Couturier ou encore Yvette Feuillet, qui, pour survivre, vont se porter mutuelle assistance. À l'arrivée le 27 janvier, le groupe passe le portail du camp en chantant La Marseillaise. Recevant le numéro 31668, elle est nommée infirmière au revier du camp le 24 février 1943 grâce à Danielle Casanova, prise comme dentiste le jour de leur arrivée. Elle est touchée par l'épidémie de typhus qui fait des ravages dans le camp en avril et mai 1943 et assiste Danielle Casanova dans ses derniers moments, alors que cette dernière est en train de mourir de l'infection le 9 mai. Comme toutes les membres survivantes du convoi, elle est mise en quarantaine le 3 août. Le 4 août 1944, elle est transférée à Ravensbrück où elle est opérée d'un phlegmon infecté au bras. Elle est libérée le 23 avril 1945 et revient à Paris le 23 juin 1945.
Devenue la secrétaire de Jean Jérôme, elle emménage à Casablanca avec son époux Mathurin Jégouzo en 1949 pour y fonder une société d'import-export. Ils rentrent en France en 1962 et s'installent à Viroflay.
Dans les années 1980, elle développe ses activités dans des associations d'anciens déportés et d'anciens résistants, co-présidente de la branche du Var de la Fédération nationale des déportés et internés résistants et patriotes (FNDIRP). Madeleine Passot fait également partie des membres fondatrices de l'Association nationale des anciennes déportées et internées de la Résistance avec Geneviève de Gaulle-Anthonioz et Denise Vernay.
Elle meurt dans son appartement parisien le 19 septembre 2009 et incinérée au Cimetière du Père-Lachaise le 25.

## Distinctions
Elle est récipiendaire des décorations suivantes :
- Officier de la Légion d'honneur (1995)  : chevalier en 1985[4]
- Médaille militaire[3]
- Croix de guerre 1939–1945 avec palmes[3]
- Médaille de la Résistance française[3]
- Croix du combattant volontaire de la guerre de 1939–1945[3]

Elle a également été homologuée sergent dans la Résistance intérieure française.